# 中国人民解放军陆军合成第一六〇旅
合成第一六〇旅（英語：160th Combined Arms Brigade），是中国人民解放军陆军第七十一集团军下辖的一个重型合成旅，驻地江苏省新沂市。

## 概述
2011年装甲第十一师拆分出装甲第四十四团和炮兵团组建机械化步兵第一六〇旅，即本旅，2017年改为重型合成旅。
装甲四十四团前身为1985年成立的第二个坦克第十一师第四十四团（原先的第四十四团在早前调出并扩编成第五十四集团军装甲旅）。1998年改制为装甲第四十四团，2011年被拆分出来成立本旅，2017年改为合成旅。

## 沿革[1]
参考资料：
| 部隊番號             | 使用時期              |
| 装甲第四十四团       | 装甲第四十四团        |
| -------------------- | --------------------- |
| 坦克第四十四团       | 1985年4月-1998年10月  |
| 装甲第四十四团       | 1998年10月-2011年10月 |
| 装甲十一师炮兵团     |                       |
| 陆军第五十师炮兵团   | 1969年12月-1973年1月  |
| 坦克第十一师炮兵团   | 1973年1月-1998年10月  |
| 装甲第十一师炮兵团   | 1998年10月-2011年10月 |
| 独立成旅             |                       |
| 机械化步兵第一六〇旅 | 2011年10月-2017年2月  |
| 重型合成第一六〇旅   | 2017年2月至今         |